# Aiue Boulevard
Der Aiue Boulevard ist die größte Straße von Nauru mit den meisten Geschäften.  Aiue Boulevard ist auch der Name einer Freiluft-Schauspielbühne mit einer Zuschauerkapazität von 2500 Zuschauern.
Der Boulevard befindet sich in Orro im Distrikt Aiwo, zwischen dem Hauptsitz der Nauruischen Phosphatgesellschaft (NPC) und dem Aiwo Harbour. Die Straße ist unasphaltiert und nur auf der Innenseite mit einigen Geschäften, Imbissbuden und Restaurants bebaut. In unmittelbarer Nähe befindet sich eine kleine Chinatown. Die Küstenseite ist mit einem Balkongeländer abgegrenzt. Die Freiluft-Schauspielbühne ist ein Ort für die Aufführungen der lokalen Tanzgruppen und der musikalischen Werke von Baron Waqa und anderen.
Siehe auch: Kultur von Nauru